# Lúčka (powiat Svidník)
Lúčka – wieś (obec) na Słowacji w kraju preszowskim, powiecie Svidník.
Lúčka położona jest w historycznym kraju Szarysz na szlaku handlowym z Węgier do Polski. Pierwsze wzmianki o wsi pochodzą z roku 1401.